# Club Atlético de Madrid 2024-2025
Questa voce raccoglie le informazioni riguardanti il Club Atlético de Madrid nelle competizioni ufficiali della stagione 2024-2025.

## Stagione
La stagione 2024-2025 vede l'88ª partecipazione alla massima divisione spagnola e la 23ª di fila per l'Atlético Madrid, che conferma il tecnico argentino Diego Simeone, allenatore con più panchine in Liga nella storia dei Rojiblancos. La squadra di Madrid, dopo aver concluso il campionato precedente in quarta posizione, si qualifica direttamente alla fase campionato della Champions League. Il primo incontro della stagione è avvenuto il 19 agosto e ha visto di fronte il Villarreal allo stadio della Ceramica (2-2). La prima vittoria stagionale coincide col debutto casalingo e a farne le spese è il Girona, sconfitto 3-0.
L'esordio in Champions League, contro i tedeschi del RB Lipsia, sorride agli uomini di Simeone che vincono in rimonta 2-1. Il 29 settembre si conclude sull'1-1 l'andata del derbi madrileño, in un incontro caratterizzato anche da una sospensione di 20 minuti per lancio di oggetti in campo. Il 2 ottobre l'Atlético incappa nella prima sconfitta stagionale, perdendo 4-0 contro i portoghesi del Benfica. Il 27 ottobre termina anche la striscia di risultati utili dell'Atlético in campionato, che esce sconfitto per 1-0 dal Benito Villamarín contro il Betis. Il 31 ottobre i colchoneros esordiscono in Coppa del Re contro i catalani dell'UE Vic, club di Lliga Elit, vincendo 2-0 con una doppietta di Julián Álvarez.
Il 5 dicembre l'undici di Simeone supera il secondo turno di Coppa del Re battendo in rimonta il Cacereño, club di Segunda Federación, per 3-1. Nello stesso giorno è avvenuto anche il sorteggio dei gironi del Mondiale per club, che vedrà l'Atlético impegnato nel gruppo B con i campioni di Francia del Paris Saint-Germain, i brasiliani del Botafogo che hanno trionfato nell'ultima Coppa Libertadores e gli statunitensi del Seattle Sounders, vincitori della CONCACAF Champions League 2022. Il 21 dicembre si chiude il 2024 con l'Atlético Madrid in vetta alla classifica e con Simeone che trova la sua prima vittoria in casa del Barcellona, grazie alla rete al minuto 96 di Alexander Sørloth che fissa il risultato sull'1-2.
Il 2025 dell'Atlético si apre con la vittoria di misura in trasferta contro il Marbella FC, che vale il superamento dei sedicesimi di finale di Coppa del Re. Il 12 gennaio, grazie alla vittoria per 1-0 sull'Osasuna, l'Atlético si aggiudica il titolo di campione d'inverno chiudendo il girone di andata in testa e coglie la 14ª vittoria consecutiva in tutte le competizioni. Il 15 gennaio i colchoneros superano gli ottavi di coppa battendo 4-0 a domicilio l'Elche. Il 18 gennaio si interrompe la striscia di quindici vittorie consecutive dell'Atlético, che viene sconfitto 1-0 in casa del Leganés, con Antoine Griezmann che sbaglia un rigore nel finale. Il 29 gennaio si conclude la fase campionato della Champions League, con l'Atlético che batte a domicilio gli austriaci del Salisburgo per 4-1 e si qualifica direttamente agli ottavi di finale.
Il 4 febbraio l'Atlético Madrid infligge un sonoro 5-0 al Getafe nella partita valida per i quarti di finale di Coppa del Re, in cui Giuliano Simeone mette a segno la sua prima doppietta. Il 9 marzo, in seguito alla sconfitta per 2-1 in casa del Getafe – gli Azulones non battevano l'Atlético dal 2011 – il calciatore Ángel Correa viene squalificato per 5 giornate in seguito a un'espulsione rimediata attraverso il VAR. Il 12 marzo l'Atlético Madrid viene eliminato agli ottavi di finale di Champions League per mano dei concittadini del Real, che hanno la meglio ai rigori dopo che il doppio confronto si è concluso con una vittoria per parte (2-2). Il 2 aprile i colchoneros dicono addio anche alla Coppa del Re, sconfitti nel doppio confronto dal Barcellona con un risultato aggregato di 5-4.
Il 10 maggio, nella vittoria per 4-0 sulla Real Sociedad, l'attaccante norvegese Alexander Sørloth realizza il poker più veloce nella storia della Liga. Il 25 maggio si conclude il campionato dell'Atlético, che batte 4-0 il Girona e si qualifica alla fase campionato della UEFA Champions League 2025-2026. A livello individuale Jan Oblak diventa il primo portiere a vincere per sei volte il Trofeo Zamora. L'esordio al Mondiale per club, contro i campioni d'Europa del PSG non è felice per gli uomini di Simeone, che vengono travolti 4-0. La prima vittoria del nuovo torneo arriva il 19 giugno, grazie al 3-1 inflitto ai Seattle Sounders con la doppietta del canterano Pablo Barrios. Il 23 giugno si conclude l'avventura nella neonata competizione, e di conseguenza la stagione, con la vittoria per 1-0 sui campioni in carica del Brasile che però non dà la qualificazione al turno successivo a causa della classifica avulsa.

## Maglie e sponsor

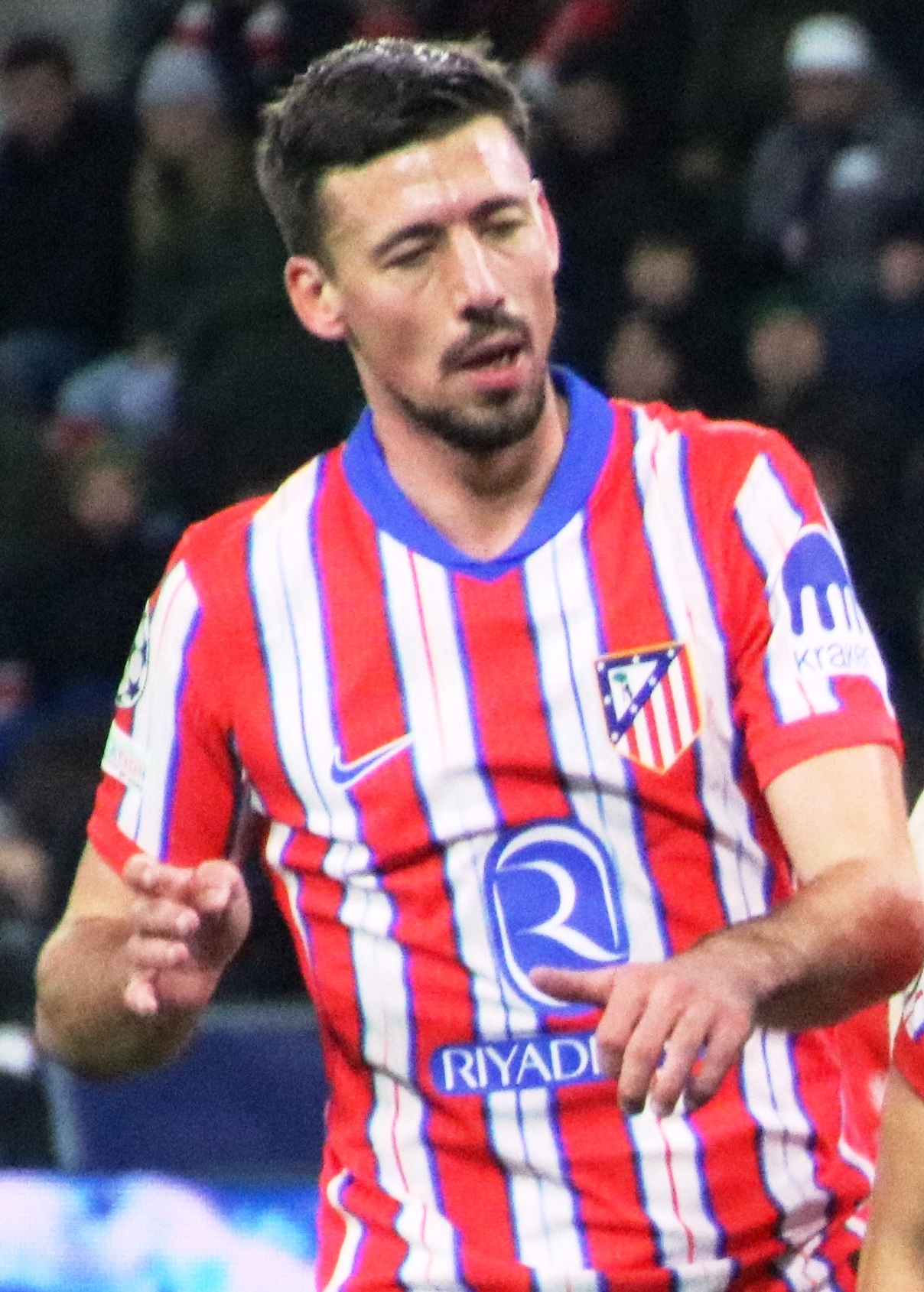
Clément Lenglet con indosso la prima maglia

Lo sponsor tecnico per la stagione 2024-2025 è per il 24º anno consecutivo Nike. Lo sponsor ufficiale è Riyadh Air, sulla parte alta della manica sinistra c'è lo stemma della Kraken exchange mentre dietro la schiena, sotto il numero, è presente il logo di Hyundai.
In questa stagione, che vede il ritorno dello stemma storico, si è deciso di omaggiare la divisa dell'Atlético della stagione 1995-96. La prima maglia presenta un girocollo azzurro, mentre le classiche strisce biancorosse sono molto spesse e sono intercalate da linee sottili che richiamano i colori azzurro e rosso.
| Casa | Trasferta | Terza maglia |

## Organigramma societario
Dal sito internet ufficiale della società.
Area direttiva
- Presidente: Enrique Cerezo

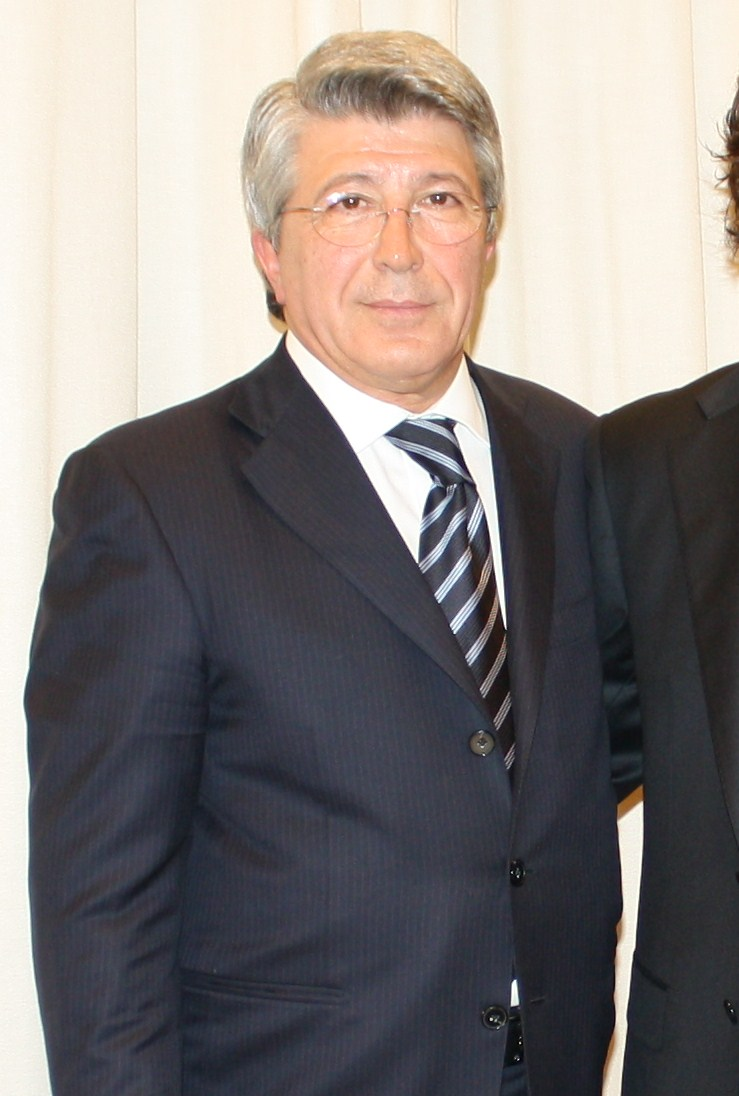
Il presidente Enrique Cerezo, in carica dal 2003

- Amministratore delegato: Miguel Ángel Gil Marín
- Vicepresidente: Antonio Alonso Sanz
- Consiglieri: Severiano Gil y Gil, Óscar Gil Marín, Antoine Bonnier
- Segretario del consiglio: Pablo Jiménez de Parga
- Assessori del consiglio amministrativo: Peter Kenyon, Ignacio Aguillo
- Assessori legali: José Manuel Díaz, Despacho Jiménez de Parga

Area organizzativa
- Direttore finanziario: Mario Aragón Santurde
- Direttore esecutivo: Miguel Ángel Gil Marín
- Direttore sportivo: José Luis Pérez Caminero
- Direttore tecnico: Andrea Berta[36]

Area marketing
- Direttore area marketing: Javier Martínez
- Direttore commerciale: Guillermo Moraleda
- Direttore delle risorse: Fernando Fariza Requejo

Area infrastrutturale
- Direttore dei servizi generali e delle infrastrutture: Javier Prieto

Area controllo
- Direttore di controllo: José Manuel Díaz Pérez

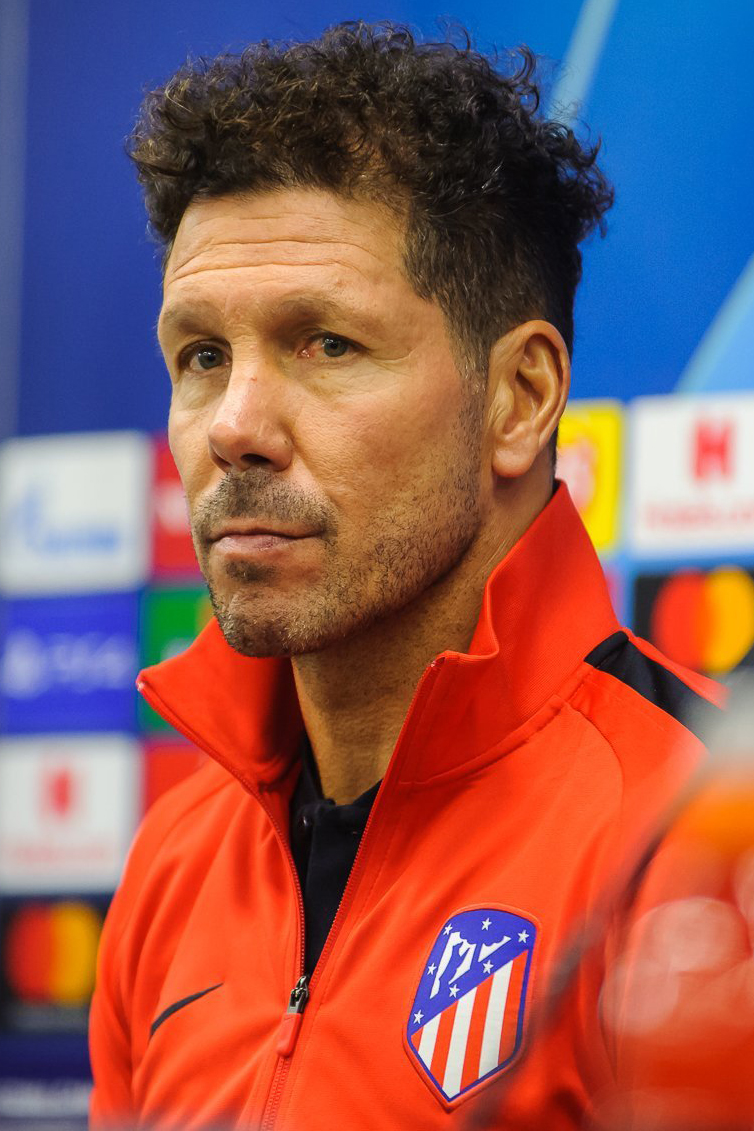
L'allenatore Diego Simeone alla quattordicesima stagione sulla panchina, è il tecnico più vincente nella storia dei Colchoneros

Area sviluppo giovanile e internazionale
- Direttore del settore giovanile e dello sviluppo internazionale: Emilio Gutiérrez Boullosa
- Direttore sportivo del settore giovanile: Carlos Aguilera
- Direttore tecnico del settore giovanile: Miguel Ángel Ruiz
- Capo-osservatore giovanile: Sergio García
- Capo talent scout: Natanael Cano Marín
- Coordinatore base: Carlos Santamarina
- Direttore scouting giovanile: Julio De Marco

Area comunicazione
- Direttore della comunicazione e area digitale: Rafael Alique

Area tecnica
- Allenatore: Diego Simeone
- Allenatore in seconda: Nelson Vivas
- Assistenti: Gustavo López, Luis Tevenet
- Preparatore atletico: Luis Piñedo Betrian
- Preparatore dei portieri: Pablo Vercellone
- Delegati: Pedro Pablo Matesanz, Francisco Javier Molina

Area sanitaria
- Responsabile: José María Villalón
- Medico: Óscar Luis Celada
- Infermiere: Gorka de Abajo
- Fisioterapisti: Esteban Arévalo, David Loras, Jesús Vázquez, Felipe Iglesias Arroyo, Iván Ortega
- Massaggiatore: Daniel Castro, Óscar Pitillas

Area ausiliare
- Magazzinieri: Cristian Bautista, Dimcho Pilichev, Mario Serrano, Fernando Sánchez Ramírez

## Rosa

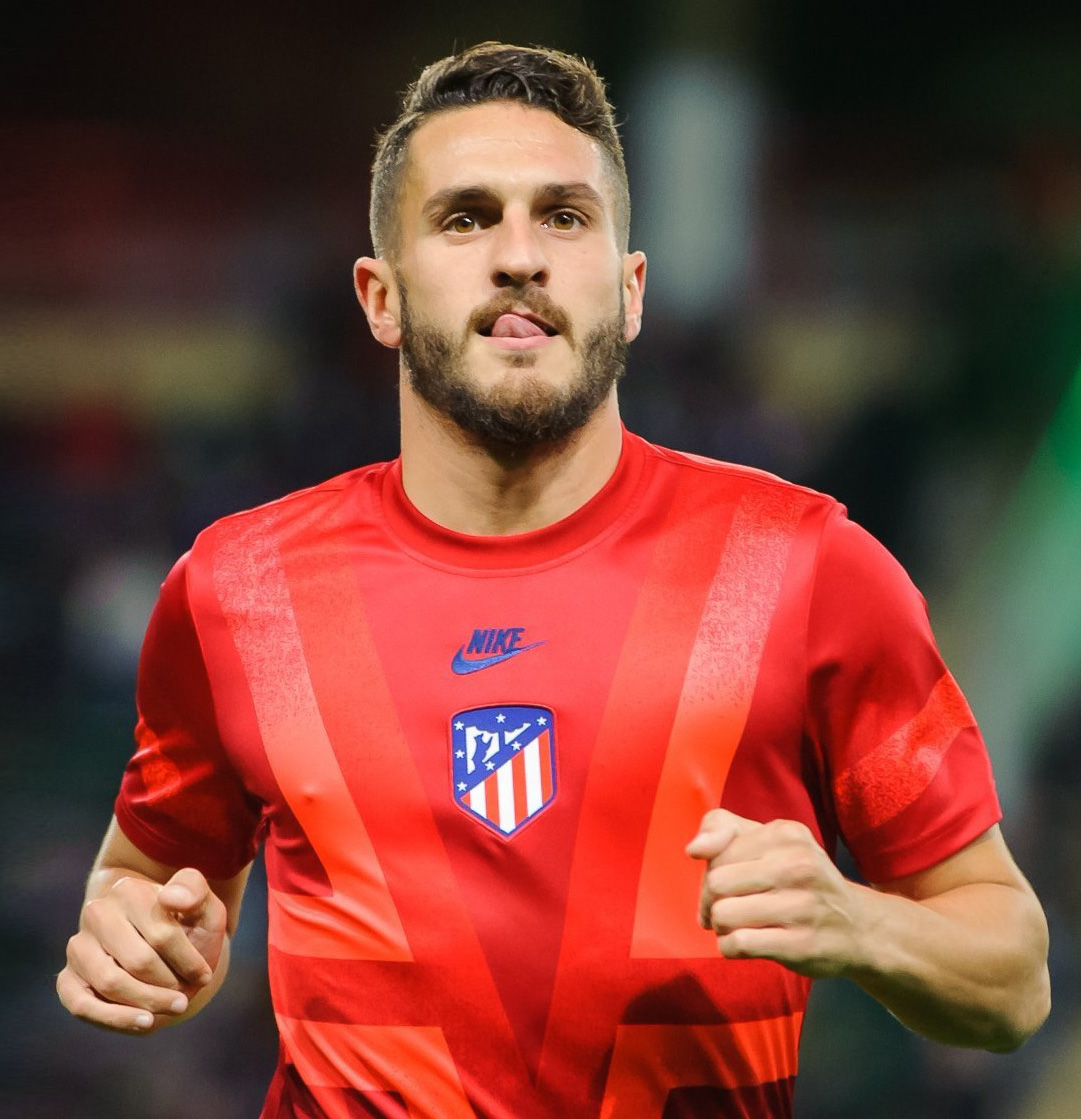
Koke è il capitano dell'Atlético Madrid

La rosa e la numerazione sono tratte dal sito ufficiale dell'Atlético Madrid.
| N. |                        | Ruolo | Calciatore        |
| -- | ---------------------- | ----- | ----------------- |
| 1  | Argentina (bandiera)   | P     | Juan Musso        |
| 2  | Uruguay (bandiera)     | D     | José Giménez      |
| 3  | Spagna (bandiera)      | D     | César Azpilicueta |
| 4  | Inghilterra (bandiera) | C     | Conor Gallagher   |
| 5  | Argentina (bandiera)   | C     | Rodrigo de Paul   |
| 6  | Spagna (bandiera)      | C     | Koke (capitano)   |
| 7  | Francia (bandiera)     | A     | Antoine Griezmann |
| 8  | Spagna (bandiera)      | C     | Pablo Barrios     |
| 9  | Norvegia (bandiera)    | A     | Alexander Sørloth |
| 10 | Argentina (bandiera)   | A     | Ángel Correa      |
| 11 | Francia (bandiera)     | C     | Thomas Lemar      |
| 12 | Brasile (bandiera)     | A     | Samuel Lino       |

| N. |                      | Ruolo | Calciatore                |
| -- | -------------------- | ----- | ------------------------- |
| 13 | Slovenia (bandiera)  | P     | Jan Oblak (vice capitano) |
| 14 | Spagna (bandiera)    | C     | Marcos Llorente           |
| 15 | Francia (bandiera)   | D     | Clément Lenglet           |
| 16 | Argentina (bandiera) | D     | Nahuel Molina             |
| 17 | Spagna (bandiera)    | C     | Rodrigo Riquelme          |
| 19 | Argentina (bandiera) | A     | Julián Álvarez            |
| 20 | Belgio (bandiera)    | C     | Axel Witsel               |
| 21 | Spagna (bandiera)    | D     | Javi Galán                |
| 22 | Argentina (bandiera) | A     | Giuliano Simeone          |
| 23 | Mozambico (bandiera) | D     | Reinildo Mandava          |
| 24 | Spagna (bandiera)    | D     | Robin Le Normand          |

## Calciomercato

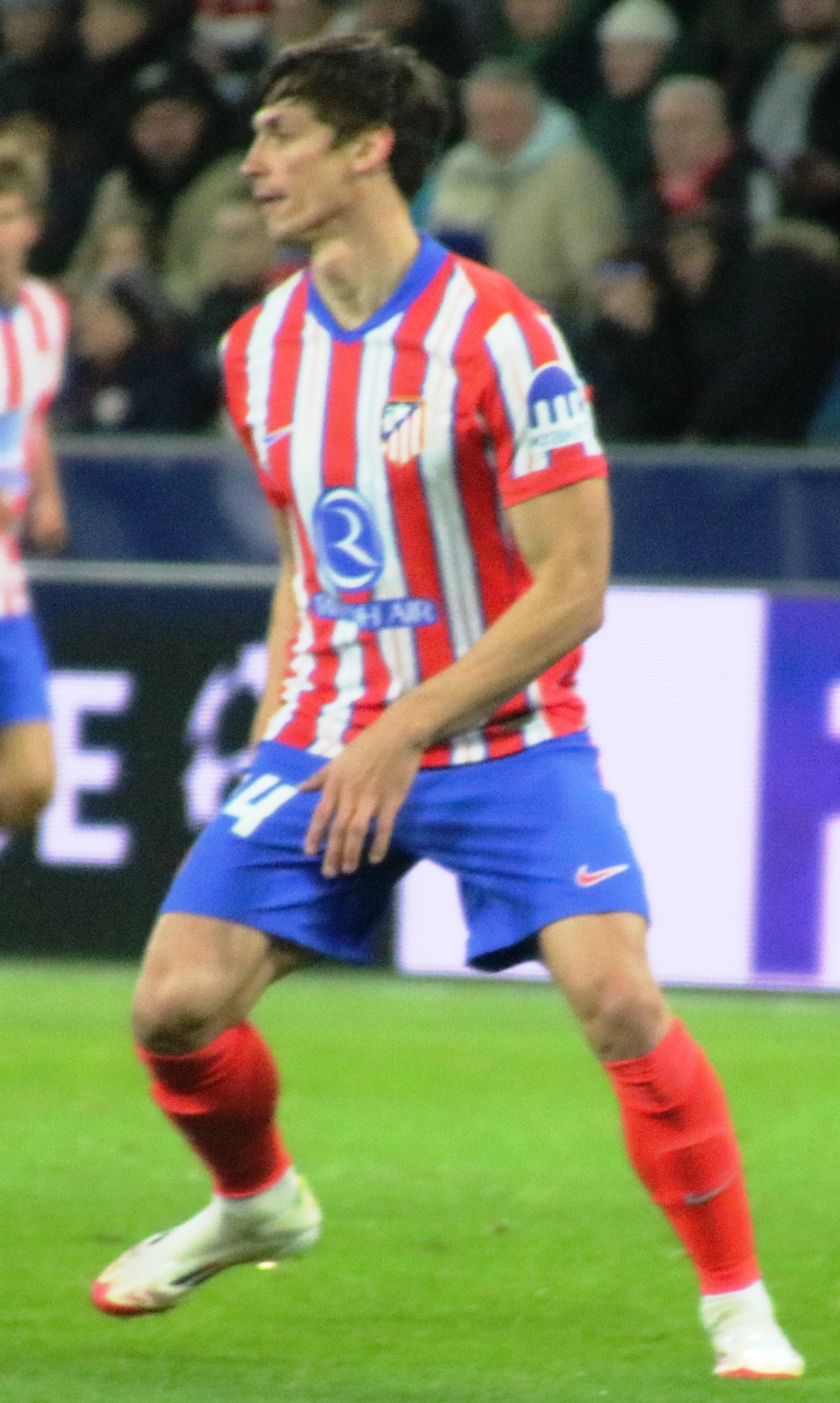
Robin Le Normand

Il calcio mercato dell'Atlético si apre con l'addio di Mario Hermoso dopo 5 stagioni. Gli fanno seguito Gabriel Paulista e Memphis Depay, entrambi svincolati. Sempre in uscita si concretizza la cessione del difensore turco Çağlar Söyüncü al Fenerbahçe a titolo definitivo. A luglio viene ceduto in prestito al Siviglia il canterano Saúl Ñíguez, settimo calciatore con più presenze nella storia dei colchoneros. Dopo nove stagioni anche il difensore montenegrino Stefan Savić scioglie il contratto con l'Atlético per trasferirsi nel club turco del Trabzonspor. Per far fronte agli addii di gran parte dei difensori centrali, l'Atlético mette sotto contratto Robin Le Normand, messosi in luce durante il campionato d'Europa 2024 vinto con la Spagna. In attacco viene scelto il norvegese Alexander Sørloth, vice capocannoniere della scorsa Liga, proveniente dal Villarreal. A rafforzare ulteriormente il reparto offensivo dei colchoneros è l'argentino Julián Álvarez, proveniente dal Manchester City. Il 21 agosto l'Atlético e il Chelsea si accordano per il passaggio di João Félix ai Blues e del centrocampista inglese Conor Gallagher ai rojiblancos. In uscita si registra la cessione, a titolo definitivo, di Samu Omorodion ai lusitani del Porto e quella di Horațiu Moldovan, in prestito, agli italiani del Sassuolo. A campionato in corso il francese Clément Lenglet arriva in prestito dal Barcellona per rinforzare la retroguardia. Per coprire il ruolo di vice Oblak, arriva dall'Atalanta in prestito l'argentino Juan Musso e con la medesima formula, si trasferisce ai tedeschi del RB Lipsia il giovane centrocampista Arthur Vermeeren.

### Sessione estiva(dal 1º luglio al 31 agosto)
| Acquisti         | Acquisti          | Acquisti        | Acquisti                         |
| R.               | Nome              | da              | Modalità                         |
| ---------------- | ----------------- | --------------- | -------------------------------- |
| P                | Juan Musso        | Atalanta        | prestito oneroso (1,5 milioni €) |
| D                | Javi Galán        | Real Sociedad   | fine prestito                    |
| D                | Robin Le Normand  | Real Sociedad   | definitivo (34,5 milioni €)      |
| D                | Clément Lenglet   | Barcellona      | prestito                         |
| C                | Conor Gallagher   | Chelsea         | definitivo (42 milioni €)        |
| A                | Julián Álvarez    | Manchester City | definitivo (75 milioni €)        |
| A                | Giuliano Simeone  | Alavés          | fine prestito                    |
| A                | Alexander Sørloth | Villarreal      | definitivo (32 milioni €)        |
| Altre operazioni |                   |                 |                                  |
| R.               | Nome              | da              | Modalità                         |
| D                | Santiago Mouriño  | Real Saragozza  | fine prestito                    |
| D                | Çağlar Söyüncü    | Fenerbahçe      | fine prestito                    |
| C                | Carlos Martín     | Mirandés        | fine prestito                    |
| C                | Javi Serrano      | Sturm Graz      | fine prestito                    |
| C                | Germán Valera     | Real Saragozza  | fine prestito                    |
| A                | Borja Garcés      | Elche           | fine prestito                    |
| A                | João Félix        | Barcellona      | fine prestito                    |
| A                | Víctor Mollejo    | Real Saragozza  | fine prestito                    |
| A                | Samu Omorodion    | Alavés          | fine prestito                    |

| Cessioni         | Cessioni         | Cessioni    | Cessioni                         |
| R.               | Nome             | a           | Modalità                         |
| ---------------- | ---------------- | ----------- | -------------------------------- |
| P                | Horațiu Moldovan | Sassuolo    | prestito oneroso (0,4 milioni €) |
| D                | Mario Hermoso    |             | svincolato                       |
| D                | Gabriel Paulista |             | svincolato                       |
| D                | Stefan Savić     | Trabzonspor | gratuito                         |
| C                | Saúl Ñíguez      | Siviglia    | prestito                         |
| C                | Arthur Vermeeren | RB Lipsia   | prestito oneroso (3 milioni €)   |
| A                | Memphis Depay    |             | svincolato                       |
| A                | Álvaro Morata    | Milan       | definitivo (13 milioni €)        |
| Altre operazioni |                  |             |                                  |
| R.               | Nome             | a           | Modalità                         |
| D                | Santiago Mouriño | Alavés      | definitivo (2 milioni €)         |
| D                | Çağlar Söyüncü   | Fenerbahçe  | definitivo (8,5 milioni €)       |
| C                | Carlos Martín    | Alavés      | prestito                         |
| C                | Germán Valera    | Valencia    | gratuito                         |
| A                | João Félix       | Chelsea     | definitivo (52 milioni €)        |
| A                | Samu Omorodion   | Porto       | definitivo (15 milioni €)        |
| A                | Marcos Paulo     | RWDM47      | prestito                         |
| A                | Vitolo           |             | svincolato                       |

### Sessione invernale(dal 2 gennaio al 3 febbraio)
| Acquisti         | Acquisti         | Acquisti         | Acquisti         |
| R.               | Nome             | da               | Modalità         |
| Altre operazioni | Altre operazioni | Altre operazioni | Altre operazioni |
| R.               | Nome             | da               | Modalità         |
| ---------------- | ---------------- | ---------------- | ---------------- |
| A                | Marcos Paulo     | RWDM47           | prestito         |

| Cessioni         | Cessioni         | Cessioni         | Cessioni         |
| R.               | Nome             | a                | Modalità         |
| Altre operazioni | Altre operazioni | Altre operazioni | Altre operazioni |
| R.               | Nome             | a                | Modalità         |
| ---------------- | ---------------- | ---------------- | ---------------- |
| A                | Marcos Paulo     | Boavista         | gratuito         |

## Risultati

### Primera División

#### Girone di andata
| Arbitro: | Cuadra Fernández |

|                             |           |                               |
| Danjuma 18’ Koke 37’ (aut.) | Marcatori | 20’ M. Llorente 45+5’ Sørloth |

| Arbitro: | Martínez Munuera |

|                                          |           |  |
| Griezmann 39’ M. Llorente 48’ Koke 90+4’ | Marcatori |  |

| Madrid 28 agosto 2024, ore 21:30 CEST 3ª giornata | Atlético Madrid      | 0 – 0 referto | Espanyol | Cívitas Metropolitano (56 669 spett.)\| Arbitro: \| de Burgos Bengoetxea \| |
| Arbitro:                                          | de Burgos Bengoetxea |               |          |                                                                             |

| Arbitro: | Hernández Hernández |

|  |           |              |
|  | Marcatori | 90+2’ Correa |

| Arbitro: | Soto Grado |

|                                              |           |  |
| Gallagher 39’ Griezmann 54’ J. Álvarez 90+4’ | Marcatori |  |

| Arbitro: | Melero López |

|         |           |               |
| Isi 35’ | Marcatori | 49’ Gallagher |

| Arbitro: | García Verdura |

|  |           |                |
|  | Marcatori | 90’ J. Álvarez |

| Arbitro: | Busquets Ferrer |

|              |           |                |
| Correa 90+5’ | Marcatori | 64’ E. Militão |

| Arbitro: | Díaz de Mera Escuderos |

|           |           |               |
| Sučić 84’ | Marcatori | 1’ J. Álvarez |

| Arbitro: | Munuera Montero |

|                                  |           |           |
| Sørloth 69’, 90+9’ Griezmann 81’ | Marcatori | 34’ Neyou |

| Arbitro: | Gil Manzano |

|                        |           |  |
| J.M. Giménez 4’ (aut.) | Marcatori |  |

| Arbitro: | De Burgos Bengoetxea |

|                          |           |  |
| Giuliano 37’ Sørloth 83’ | Marcatori |  |

| Arbitro: | Sánchez Martínez |

|  |           |                |
|  | Marcatori | 61’ J. Álvarez |

| Arbitro: | García Verdura |

|                                  |           |                  |
| Griezmann 76’ (rig.) Sørloth 86’ | Marcatori | 7’ (rig.) Guridi |

| Arbitro: | Cuadra Fernández |

|  |           |                                                                       |
|  | Marcatori | 26’ Lenglet 35’ J. Álvarez 37’ R. de Paul 52’ Griezmann 90+2’ Sørloth |

| Arbitro: | Alberola Rojas |

|                                                 |           |                                    |
| R. de Paul 10’ Griezmann 62’, 90+4’ S. Lino 79’ | Marcatori | 12’ Lukebakio 32’ Isaac 57’ Juanlu |

| Arbitro: | Soto Grado |

|             |           |  |
| Sørloth 69’ | Marcatori |  |

| Arbitro: | de Burgos Bengoetxea |

|           |           |                              |
| Pedri 30’ | Marcatori | 60’ R. de Paul 90+6’ Sørloth |

| Arbitro: | Díaz de Mera Escuderos |

|                |           |  |
| J. Álvarez 55’ | Marcatori |  |

#### Girone di ritorno
| Arbitro: | Melero López |

|              |           |  |
| Nastasić 50’ | Marcatori |  |

| Arbitro: | Sánchez Martínez |

|             |           |                   |
| S. Lino 58’ | Marcatori | 29’ (rig.) Gerard |

| Arbitro: | García Verdura |

|                             |           |  |
| S. Lino 26’ Griezmann 90+3’ | Marcatori |  |

| Arbitro: | Soto Grado |

|            |           |                       |
| Mbappé 50’ | Marcatori | 35’ (rig.) J. Álvarez |

| Arbitro: | Sánchez Martínez |

|             |           |                     |
| Sørloth 80’ | Marcatori | 68’ (rig.) I. Aspas |

| Arbitro: | Busquets Ferrer |

|  |           |                                |
|  | Marcatori | 12’, 30’ J. Álvarez 86’ Correa |

| Arbitro: | Gil Manzano |

|                |           |  |
| J. Álvarez 66’ | Marcatori |  |

| Arbitro: | Cuadra Fernández |

|                      |           |                    |
| Arambarri 88’, 90+2’ | Marcatori | 75’ (rig.) Sørloth |

| Arbitro: | De Burgos Bengoetxea |

|                            |           |                                                  |
| J. Álvarez 45’ Sørloth 70’ | Marcatori | 72’ Lewandowski 78’, 90+8’ Ferran 90+2’ L. Yamal |

| Arbitro: | Alberola Rojas |

|                  |           |                 |
| Puado 71’ (rig.) | Marcatori | 38’ Azpilicueta |

| Arbitro: | Soto Grado |

|           |           |                                     |
| Agoumé 7’ | Marcatori | 25’ (rig.) J. Álvarez 90+3’ Barrios |

| Arbitro: | Díaz de Mera Escuderos |

|                                                            |           |                                 |
| J. Álvarez 25’ (rig.), 71’ (rig.) Giuliano 27’ Sørloth 79’ | Marcatori | 21’ (rig.) Sylla 56’ J. Sánchez |

| Arbitro: | García Verdura |

|                |           |  |
| J. Muñoz 90+3’ | Marcatori |  |

| Arbitro: | González Fuertes |

|                                         |           |  |
| Sørloth 3’ Gallagher 45’ J. Álvarez 77’ | Marcatori |  |

| Vitoria 3 maggio 2025, ore 14:00 CEST 34ª giornata | Alavés           | 0 – 0 referto | Atlético Madrid | Mendizorrotza (18 117 spett.)\| Arbitro: \| Martínez Munuera \| |
| Arbitro:                                           | Martínez Munuera |               |                 |                                                                 |

| Arbitro: | Sánchez Martínez |

|                           |           |  |
| Sørloth 7’, 10’, 11’, 30’ | Marcatori |  |

| Arbitro: | Melero López |

|                        |           |  |
| Catena 25’ Budimir 82’ | Marcatori |  |

| Arbitro: | Cordero Vega |

|                                                   |           |                |
| J. Álvarez 10’, 75’ Le Normand 45+3’ Correa 90+6’ | Marcatori | 67’ P. Fornals |

| Arbitro: | Gil Manzano |

|  |           |                                     |
|  | Marcatori | 68’, 90’, 90+3’ Sørloth 87’ Lenglet |

### Coppa del Re
| Arbitro: | Cuadra Fernández |

|  |           |                            |
|  | Marcatori | 81’ (rig.), 89’ J. Álvarez |

| Arbitro: | Díaz de Mera Escuderos |

|                 |           |                                                    |
| Á. Merencio 30’ | Marcatori | 83’ Lenglet 90+2’ (aut.) A. Pérez 90+6’ J. Álvarez |

| Arbitro: | Muñiz Ruiz |

|  |           |               |
|  | Marcatori | 16’ Griezmann |

| Arbitro: | Cuadra Fernández |

|  |           |                                                    |
|  | Marcatori | 8’, 29’ (rig.) Sørloth 61’ Riquelme 75’ J. Álvarez |

| Arbitro: | Cuadra Fernández |

|                                                     |           |  |
| Giuliano 8’, 17’ S. Lino 42’ Correa 78’ Sørloth 86’ | Marcatori |  |

| Arbitro: | Hernández Hernández |

|                                                       |           |                                                          |
| Pedri 19’ Cubarsí 21’ I. Martínez 41’ Lewandowski 74’ | Marcatori | 1’ J. Álvarez 6’ Griezmann 84’ M. Llorente 90+3’ Sørloth |

| Arbitro: | Munuera Montero |

|  |           |            |
|  | Marcatori | 27’ Ferrán |

### Champions League

#### Fase campionato
| Arbitro: | Kružliak |

|                                |           |          |
| Griezmann 28’ J.M. Giménez 90’ | Marcatori | 4’ Šeško |

| Arbitro: | Gözübüyük |

|                                                             |           |  |
| Aktürkoğlu 13’ Di María 52’ (rig.) Bah 75’ Kökçü 84’ (rig.) | Marcatori |  |

| Arbitro: | Guida |

|               |           |                                    |
| J. Álvarez 8’ | Marcatori | 61’ Zhegrova 74’ (rig.), 89’ David |

| Arbitro: | Marciniak |

|                 |           |                         |
| Zaïre-Emery 14’ | Marcatori | 18’ Molina 90+3’ Correa |

| Arbitro: | Makkelie |

|  |           |                                                                   |
|  | Marcatori | 15’, 59’ J. Álvarez 43’ M. Llorente 70’ Griezmann 85’, 89’ Correa |

| Arbitro: | Lukjančukas |

|                                   |           |                    |
| J. Álvarez 16’ Griezmann 42’, 57’ | Marcatori | 51’ (rig.) Strelec |

| Arbitro: | Massa |

|                     |           |                |
| J. Álvarez 52’, 90’ | Marcatori | 45+1’ Hincapié |

| Arbitro: | Taylor |

|              |           |                                                  |
| Daghim 90+1’ | Marcatori | 5’ Giuliano 13’, 45+1’ Griezmann 63’ M. Llorente |

#### Fase a eliminazione diretta
| Arbitro: | Turpin |

|                       |           |                |
| Rodrygo 4’ Brahim 55’ | Marcatori | 32’ J. Álvarez |

| Arbitro: | Marciniak |

|                                       |                      |                                               |
| Gallagher 1’                          | Marcatori            |                                               |
| Sørloth J. Álvarez Correa M. Llorente | Tiri di rigore 2 – 4 | Mbappé Bellingham Valverde L. Vázquez Rüdiger |

### Coppa del Mondo per club

#### Fase a gironi
| Arbitro: | Kovács |

|                                                      |           |  |
| Fabián 19’ Vitinha 45+1’ Mayulu 87’ Lee 90+7’ (rig.) | Marcatori |  |

| Arbitro: | Falcón Pérez |

|            |           |                             |
| Rusnak 50’ | Marcatori | 11’, 55’ Barrios 47’ Wistel |

| Arbitro: | Ramos Palazuelos |

|               |           |  |
| Griezmann 87’ | Marcatori |  |

## Statistiche finali

### Statistiche di squadra
| Competizione             | Punti | In casa | In casa | In casa | In casa | In casa | In casa | In trasferta | In trasferta | In trasferta | In trasferta | In trasferta | In trasferta | Totale | Totale | Totale | Totale | Totale | Totale | DR  |
| Competizione             | Punti | G       | V       | N       | P       | Gf      | Gs      | G            | V            | N            | P            | Gf           | Gs           | G      | V      | N      | P      | Gf     | Gs     | DR  |
| ------------------------ | ----- | ------- | ------- | ------- | ------- | ------- | ------- | ------------ | ------------ | ------------ | ------------ | ------------ | ------------ | ------ | ------ | ------ | ------ | ------ | ------ | --- |
| Primera División         | 76    | 19      | 14      | 4       | 1       | 42      | 15      | 19           | 8            | 6            | 5            | 26           | 15           | 38     | 22     | 10     | 6      | 68     | 30     | +38 |
| Coppa del Re             | -     | 2       | 1       | 0       | 1       | 5       | 1       | 5            | 4            | 1            | 0            | 14           | 5            | 7      | 5      | 1      | 1      | 19     | 6      | +13 |
| Champions League         | 18    | 5       | 4       | 0       | 1       | 9       | 6       | 5            | 3            | 0            | 2            | 13           | 8            | 10     | 7      | 0      | 3      | 22     | 14     | +8  |
| Coppa del Mondo per club | 6     | -       | -       | -       | -       | -       | -       | -            | -            | -            | -            | -            | -            | 3      | 2      | 0      | 1      | 4      | 5      | -1  |
| Totale                   | -     | 26      | 19      | 4       | 3       | 56      | 22      | 29           | 15           | 7            | 7            | 53           | 28           | 58     | 36     | 11     | 11     | 113    | 55     | +58 |

### Andamento in campionato
| Giornata  | 1 | 2 | 3 | 4 | 5 | 6 | 7 | 8 | 9 | 10 | 11 | 12 | 13 | 14 | 15 | 16 | 17 | 18 | 19 | 20 | 21 | 22 | 23 | 24 | 25 | 26 | 27 | 28 | 29 | 30 | 31 | 32 | 33 | 34 | 35 | 36 | 37 | 38 |
| --------- | - | - | - | - | - | - | - | - | - | -- | -- | -- | -- | -- | -- | -- | -- | -- | -- | -- | -- | -- | -- | -- | -- | -- | -- | -- | -- | -- | -- | -- | -- | -- | -- | -- | -- | -- |
| Luogo     | T | C | C | T | C | T | T | C | T | C  | T  | C  | T  | C  | T  | C  | C  | T  | C  | T  | C  | C  | T  | C  | T  | C  | T  | T  | C  | T  | C  | T  | C  | T  | C  | T  | C  | T  |
| Risultato | N | V | N | V | V | N | V | N | N | V  | P  | V  | V  | V  | V  | V  | V  | V  | V  | P  | N  | V  | N  | N  | V  | V  | P  | P  | N  | V  | V  | P  | V  | N  | V  | P  | V  | V  |
| Posizione | 5 | 3 | 5 | 2 | 2 | 4 | 3 | 3 | 3 | 3  | 4  | 3  | 3  | 3  | 3  | 3  | 2  | 1  | 1  | 2  | 2  | 2  | 2  | 3  | 3  | 2  | 3  | 3  | 3  | 3  | 3  | 3  | 3  | 3  | 3  | 3  | 3  | 3  |

Legenda:

Luogo: C = Casa; T = Trasferta. Risultato: V = Vittoria; N = Pareggio; P = Sconfitta.

### Andamento in Champions League
| Giornata  | 1  | 2  | 3  | 4  | 5  | 6  | 7 | 8 |
| --------- | -- | -- | -- | -- | -- | -- | - | - |
| Luogo     | C  | T  | C  | T  | T  | C  | C | T |
| Risultato | V  | P  | P  | V  | V  | V  | V | V |
| Posizione | 12 | 23 | 27 | 23 | 15 | 11 | 5 | 5 |

Legenda:

Luogo: C = Casa; T = Trasferta. Risultato: V = Vittoria; N = Pareggio; P = Sconfitta.

### Statistiche dei giocatori
| Giocatore      | Primera División | Primera División | Primera División | Primera División | Coppa di Spagna | Coppa di Spagna | Coppa di Spagna | Coppa di Spagna | Champions League | Champions League | Champions League | Champions League | Coppa del Mondo | Coppa del Mondo | Coppa del Mondo | Coppa del Mondo | Totale   | Totale | Totale      | Totale     |
| Giocatore      | Presenze         | Reti             | Ammonizioni      | Espulsioni       | Presenze        | Reti            | Ammonizioni     | Espulsioni      | Presenze         | Reti             | Ammonizioni      | Espulsioni       | Presenze        | Reti            | Ammonizioni     | Espulsioni      | Presenze | Reti   | Ammonizioni | Espulsioni |
| -------------- | ---------------- | ---------------- | ---------------- | ---------------- | --------------- | --------------- | --------------- | --------------- | ---------------- | ---------------- | ---------------- | ---------------- | --------------- | --------------- | --------------- | --------------- | -------- | ------ | ----------- | ---------- |
| J. Álvarez     | 37               | 17               | 5                | 0                | 7               | 5               | 1               | 0               | 10               | 7                | 0                | 0                | 3               | 0               | 0               | 0               | 57       | 29     | 6           | 0          |
| C. Azpilicueta | 14               | 1                | 0                | 0                | 4               | 0               | 2               | 0               | 2                | 0                | 1                | 0                | 0               | 0               | 0               | 0               | 20       | 1      | 3           | 0          |
| P. Barrios     | 31               | 1                | 4                | 1                | 4               | 0               | 1               | 0               | 6                | 0                | 1                | 1                | 3               | 2               | 0               | 0               | 44       | 3      | 6           | 2          |
| Á. Correa      | 31               | 4                | 3                | 1                | 6               | 1               | 0               | 0               | 8                | 3                | 2                | 0                | 3               | 0               | 1               | 0               | 48       | 8      | 6           | 1          |
| R. de Paul     | 34               | 3                | 7                | 0                | 6               | 0               | 0               | 0               | 10               | 0                | 0                | 0                | 3               | 0               | 1               | 0               | 53       | 3      | 8           | 0          |
| J. Galán       | 25               | 0                | 8                | 0                | 6               | 0               | 2               | 0               | 6                | 0                | 1                | 0                | 3               | 0               | 0               | 0               | 40       | 0      | 11          | 0          |
| C. Gallagher   | 32               | 3                | 2                | 0                | 6               | 0               | 1               | 0               | 9                | 1                | 0                | 0                | 3               | 0               | 1               | 0               | 50       | 4      | 4           | 0          |
| J.M. Giménez   | 26               | 0                | 3                | 0                | 3               | 0               | 1               | 0               | 8                | 1                | 4                | 0                | 1               | 0               | 0               | 0               | 38       | 1      | 8           | 0          |
| Giuliano       | 33               | 2                | 4                | 0                | 5               | 2               | 0               | 0               | 9                | 1                | 2                | 0                | 3               | 0               | 1               | 0               | 50       | 5      | 7           | 0          |
| A. Griezmann   | 38               | 8                | 2                | 0                | 5               | 2               | 0               | 0               | 10               | 6                | 0                | 0                | 3               | 1               | 0               | 0               | 56       | 17     | 2           | 0          |
| Koke           | 32               | 1                | 4                | 0                | 5               | 0               | 1               | 0               | 7                | 0                | 0                | 0                | 3               | 0               | 1               | 0               | 47       | 1      | 6           | 0          |
| I. Kostis      | 0                | 0                | 0                | 0                | 1               | 0               | 0               | 0               | 0                | 0                | 0                | 0                | 0               | 0               | 0               | 0               | 1        | 0      | 0           | 0          |
| R. Le Normand  | 26               | 1                | 8                | 0                | 5               | 0               | 2               | 0               | 5                | 0                | 1                | 0                | 3               | 0               | 1               | 0               | 39       | 1      | 12          | 0          |
| T. Lemar       | 5                | 0                | 0                | 0                | 2               | 0               | 0               | 0               | 1                | 0                | 0                | 0                | 0               | 0               | 0               | 0               | 8        | 0      | 0           | 0          |
| C. Lenglet     | 23               | 2                | 9                | 0                | 4               | 1               | 1               | 0               | 7                | 0                | 1                | 0                | 2               | 0               | 2               | 1               | 36       | 3      | 13          | 1          |
| S. Lino        | 31               | 3                | 3                | 0                | 4               | 1               | 0               | 0               | 10               | 0                | 0                | 0                | 2               | 0               | 0               | 0               | 47       | 4      | 3           | 0          |
| M. Llorente    | 33               | 2                | 0                | 1                | 5               | 1               | 0               | 0               | 8                | 2                | 1                | 0                | 3               | 0               | 0               | 0               | 49       | 5      | 1           | 1          |
| N. Molina      | 30               | 0                | 1                | 0                | 6               | 0               | 1               | 0               | 8                | 1                | 0                | 0                | 2               | 0               | 0               | 0               | 46       | 1      | 2           | 0          |
| J. Musso       | 2                | -0               | 0                | 0                | 7               | -6              | 0               | 0               | 0                | -0               | 0                | 0                | 0               | -0              | 0               | 0               | 9        | -6     | 0           | 0          |
| A. Niño        | 1                | 0                | 0                | 0                | 0               | 0               | 0               | 0               | 0                | 0                | 0                | 0                | 0               | 0               | 0               | 0               | 1        | 0      | 0           | 0          |
| J. Oblak       | 36               | -30              | 0                | 0                | 0               | -0              | 0               | 0               | 10               | -14              | 0                | 0                | 3               | -5              | 0               | 0               | 49       | -49    | 0           | 0          |
| Reinildo       | 19               | 0                | 4                | 0                | 4               | 0               | 1               | 0               | 6                | 0                | 1                | 0                | 1               | 0               | 1               | 0               | 30       | 0      | 7           | 0          |
| R. Riquelme    | 16               | 0                | 0                | 0                | 5               | 1               | 0               | 0               | 5                | 0                | 0                | 0                | 0               | 0               | 0               | 0               | 26       | 1      | 0           | 0          |
| J. Serrano     | 0                | 0                | 0                | 0                | 1               | 0               | 0               | 0               | 1                | 0                | 1                | 0                | 0               | 0               | 0               | 0               | 2        | 0      | 1           | 0          |
| A. Sørloth     | 35               | 20               | 4                | 0                | 7               | 4               | 0               | 0               | 8                | 0                | 0                | 0                | 3               | 0               | 0               | 0               | 53       | 24     | 4           | 0          |
| A. Witsel      | 14               | 0                | 1                | 0                | 3               | 0               | 0               | 0               | 4                | 0                | 1                | 0                | 1               | 1               | 0               | 0               | 22       | 1      | 2           | 0          |